# Luigi Mannelli
Pour les articles homonymes, voir Mannelli.
Luigi Mannelli, né le 21 février 1939 à Naples et mort le 14 mars 2017, est un joueur de water-polo italien. 

## Carrière
Avec l'équipe d'Italie de water-polo masculin, Luigi Mannelli est quatrième des Jeux d'été de 1956 à Melbourne et sacré champion olympique aux Jeux d'été de 1960 à Rome. 
Il évolue en club au Circolo Canottieri Napoli.